# Birmania en los Juegos Olímpicos de Tokio 2020
Birmania estuvo representada en los Juegos Olímpicos de Tokio 2020 por tres deportistas, dos mujeres y un hombre, que compitieron en tres deportes.
Los portadores de la bandera en la ceremonia de apertura fueron el tirador Ye Tung Naung y la jugadora de bádminton Thet Htar Thuzar. El equipo olímpico birmano no obtuvo ninguna medalla en estos Juegos.